# Martin Haselböck
Martin Haselböck (* 23. November 1954 in Wien) ist ein österreichischer Organist, Dirigent und Komponist.

## Leben und Wirken

### Familie und Studium
Martin Haselböck ist der Sohn des Organisten und Komponisten Hans Haselböck und der Musikwissenschaftlerin Lucia Haselböck; sein Bruder ist Lukas Haselböck.
Seine Matura legte er mit Auszeichnung am Akademischen Gymnasium in Wien ab und studierte bereits als Gymnasiast Kirchenmusik, Orgel, Blockflöte-Konzertfach und Komposition an der Wiener Musikhochschule. Seine Lehrer waren Michael Radulescu (Orgel), sein Vater Hans Haselböck (Orgelimprovisation), Hans Gillesberger (Chorleitung), Anton Heiller (Kirchliche Komposition) und Friedrich Cerha (Komposition). 1974 und 1976 legte er die Diplomprüfungen für Kirchenmusik und Orgel-Konzertfach mit Auszeichnung und den Förderungspreisen des Unterrichtsministeriums ab. 1975/76 schloss sich ein Studienjahr bei Jean Langlais und Daniel Roth in Paris an. Zudem absolvierte er an der Universität Wien Studien der Philosophie und Kunstgeschichte.

### Wirken als Organist
Seit 1970 gab Haselböck als Organist international Konzerte und Soloabende: in West- und Osteuropa, Russland, den USA, Kanada, Mexico, Südafrika, Japan, Asien, Neuseeland und Australien. Als Solist arbeitete er mit Dirigenten wie Claudio Abbado, Lorin Maazel, Wolfgang Sawallisch und Horst Stein zusammen. Im Dezember 1993 weihte er mit zwei Konzerten die große Klais-Orgel im Athener Konzerthaus ein.
Von 1976 bis 1992 wirkte er als Organist und Kirchenmusikdirektor der Wiener Augustinerkirche und von 1978 bis 2019 als Hoforganist der Wiener Hofmusikkapelle.
Über sechzig Einspielungen dokumentieren sein breites Repertoire, das von Bach über Liszt bis zur Moderne reicht. Mehrfach wurden seine Aufnahmen ausgezeichnet, so mit dem Deutschen Schallplattenpreis, dem Diapason d’or und dem Ungarischen Liszt-Preis. Zahlreiche zeitgenössische Komponisten, darunter Alfred Schnittke, Cristobal Halffter und Gilbert Amy, schrieben Werke für Haselböck. Ernst Krenek widmete ihm seine beiden Orgelkonzerte.
Als Konsulent wirkte er an der Planung von wichtigen neuen Orgeln und der Restaurierung bedeutender Denkmalorgeln, so im Wiener Musikverein, der Kathedrale von Mexiko-Stadt und der Disney Hall Los Angeles mit.

### Wirken als Dirigent
1985 gründete Haselböck das Orchester Wiener Akademie, dessen künstlerischer Leiter er ist. Seit 2004 leitet er außerdem das Musica Angelica Baroque Orchestra in Los Angeles, mit dem er Tourneen mit Bachs Matthäuspassion unternahm und unter anderem in Mexico, den USA, Spanien, Italien, Ungarn, Deutschland und Österreich auftrat.
Als Gastdirigent leitete er unter anderem die Wiener Symphoniker, das Deutsche Symphonie-Orchester Berlin, die Dresdner Philharmonie, das Philadelphia Orchestra, das Los les Philharmonic Orchestra, das Pittsburgh Symphony Orchestra, das San Francisco Symphony, das St. Paul Chamber Orchestra, das Orchestra Giuseppe Verdi Milano, die Nationalphilharmonien von Spanien, Ungarn, Tschechien, Estland der Slowakei und Slowenien, das Königlich Philharmonischen Orchester von Flandern. Ein Schwerpunkt seiner Arbeit liegt im Bereich der barocken und klassischen Werke. Mit den Hamburger Symphonikern leitet er einen alljährlichen Zyklus mit Werken der Wiener Klassik in der Hamburger Musikhalle.
Seit seinem Debüt bei den Händel-Festspielen Göttingen wirkt Haselböck außerdem als Operndirigent. Die großen Opern Mozarts konnte er in Neuproduktionen am Theater im Pfalzbau Ludwigshafen erstmals in Deutschland mit historischen Instrumenten aufführen. Don Giovanni wurde 1991 mit dem Mozart-Preis der Stadt Prag ausgezeichnet. Seit 2000 leitete Haselböck Neuproduktionen bei Festspielen in Salzburg, Schwetzingen, Wien und an den Opernhäusern von Hamburg, Hannover, Köln und Halle. Von 2007 bis 2010 war Haselböck künstlerischer Leiter des Reinsberg Festivals in Niederösterreich wo er unter anderem mit Produktionen des Freischütz und Fidelio hervortrat.

### Lehrtätigkeit
Nach einer Lehrtätigkeit als Associate Professor für Orgel am Luther College in Iowa im Jahr 1977, wirkte Haselböck von 1978 bis 1986 als Lehrbeauftragter für Generalbass und Orgel an der Musikhochschule Wien. 1986 wurde er Professor an der Musikhochschule Lübeck, wo er mehrere Jahre das dortige Institut für Kirchenmusik leitete. Für zahlreiche Projekte, so den Buxtehude-Kongress 1987, das Krenek-Festival 1989, das Distler-Festival 1998 und das Schnitger-Festival 2001 zeichnete er als Organisator mitverantwortlich.
Ab 2003 wechselte er als Professor für Orgel an die Musikuniversität Wien. Er wirkte zudem als Gastprofessor unter anderem an der Sibelius-Akademie Helsinki, der Yale University, dem Konservatorium Amsterdam, dem Moskauer Konservatorium und der University of Southern California (Los Angeles).
Er war Juror bei den Orgelwettbewerben von Haarlem, Chartres, Dallas, Calgary, Pretoria, Lahti, Paris, Odense, Nürnberg, St. Albans, u. a.

### Komponist und Herausgeber
Als Komponist war Haselböck Schüler von Erich Romanovsky, Anton Heiller und Friedrich Cerha. Mehrere größere Werke kombinieren Sprache und Klang. In diesem Bereich kam es zu besonderen Anregungen durch die Zusammenarbeit mit Ernst Jandl und Friederike Mayröcker.
Von 1978 bis 2000 war Haselböck Herausgeber der Universal Orgel Edition. Er edierte über 70 Bände Orgelmusik, unter anderem die Erstausgaben aller Orgelwerke von Franz Liszt und W. A. Mozart sowie die Anthologie Orgelmusik der Wiener Hoforganisten. Ein Buch Franz Liszt und die Orgel erschien 1998.

## Kompositionen (Auswahl)
- Manelom für 3 Soprane und 17 Instrumente (1976) Universal Edition
- Tagesgezeiten für Sprecher und Kammerorchester (F. Mayröcker) (1993) Doblinger
- Jandl-Requiem für Sprecher und großes Streichorchester (F. Mayröcker) (2000) Universal Edition
- „Weltgebräuche“ literarisch-musikalische Aktion von Ernst Jandl und Martin Haselböck (1982)
- Sechs Messen, darunter „Konradmesse“ für drei Soli (Chor ad lib.), Schlagzeug und Orgel (1996) Universal Edition, zahlreiche Proprien und kleinere Kirchenwerke
- Mehrere Werke für Orgel, Orgel-Gesang und Orgel mit Instrumenten.

## Auszeichnungen (Auswahl)
- Österreichische Ehrenkreuz für Wissenschaft und Kunst
- 1991: Prager Mozart-Preis
- Ungarischer Liszt-Preis
- 2003: Ehrendoktorat  Luther College in Iowa.
- 2010: Großes Ehrenzeichen für Verdienste um die Republik Österreich
- 2021: Franz-Liszt-Ehrenpreis in Weimar[3]

## Tonträger (Auswahl)
- Georg Friedrich Händel: Acis and Galatea HWV 49. Mit Musica Angelica Baroque Orchestra (NCA 60183)
- Martin Haselböck – Frühe Aufnahmen, Volume 1 – Adelaide Festival Centre[7]
- Francis Poulenc, Alfredo Casella: Orgelkonzerte (CD; 1988)
- Wolfgang Amadeus Mozart: Orgelwerke (Novalis; 1990)
- Franz Schubert: Deutsche Messe D 872, Messe C-Dur D 452, Messe Nr. 2 G-Dur D 167 (Capriccio; 1995)
- Georg Muffat: Apparatus musico-organisticus (Naxos; 1996)
- Johann Gottlieb Graun: Concertos. Mit der Wiener Akademie (cpo; 2002)
- Wilhelm Friedemann Bach, Carl Philipp Emanuel Bach, Leopold Hofmann: Flute Concertos. Mit Christian Gurtner, Flöte; Wiener Akademie (cpo; 2002)
- Harmonies/Orgel Modern (NCA; 2003)
- Joseph Haydn: Symphonies Nos. 6-8.  Mit der Wiener Akademie (Arts; 2004)
- Johann von Herbeck: Symphonie Nr. 4 d-Moll (Orgelsinfonie), Symphonische Variationen F-Dur (NCA; 2005)
- Anton Bruckner: Symphonie No. 1, Orgelwerke (Capriccio; 2005)
- Hans Gál: Orgelwerke (NCA; 2005)
- Wolfgang Amadeus Mozart: Zaide KV 344 Mit der Wiener Akademie (cpo; 2006)
- Franz Liszt: Die Orgelwerke (Membran Music; 2006)
- Georg Philipp Telemann: Concerti. Mit Musica Angelica (New Classical Adventure; 2008)
- Balladesque Variations. Mit Klaus Feldmann, Gitarre (NCA; 2008)
- Franz Liszt: Dante-Sinfonie S 109, Evocation à la Chapelle Sixtine (CA; 2010)
- Franz Liszt Transcriptions (cpo; 2012)
- Franz Liszt: Hungarian Rhapsodies (cpo; 2012)
- Joseph Jongen: Symphonie concertante op. 81, Passacaglia et Gigue op. 90, Sonata eroica op. 94. Mit Christian Schmitt, Orgel; Deutsche Radio Philharmonie Saarbrücken Kaiserslautern (cpo; 2012)
- Gottlieb Wallisch: Resound Beethoven. Mit dem Orchester Wiener Akademie (Alpha Classics Alpha; 2018)
- Ludwig van Beethoven: The Six Piano Concertos. Mit Gottlieb Wallisch, Klavier; Orchester Wiener Akademie (cpo; 2020)